# Librairie Nilsson
Pour les articles homonymes, voir Nilsson.
La Librairie Nilsson est une maison d'édition française fondée à Paris en 1885 par Karl Nilsson et Per Lamm et rachetée par les Éditions Gründ en 1934. La marque a depuis disparu.

## Histoire

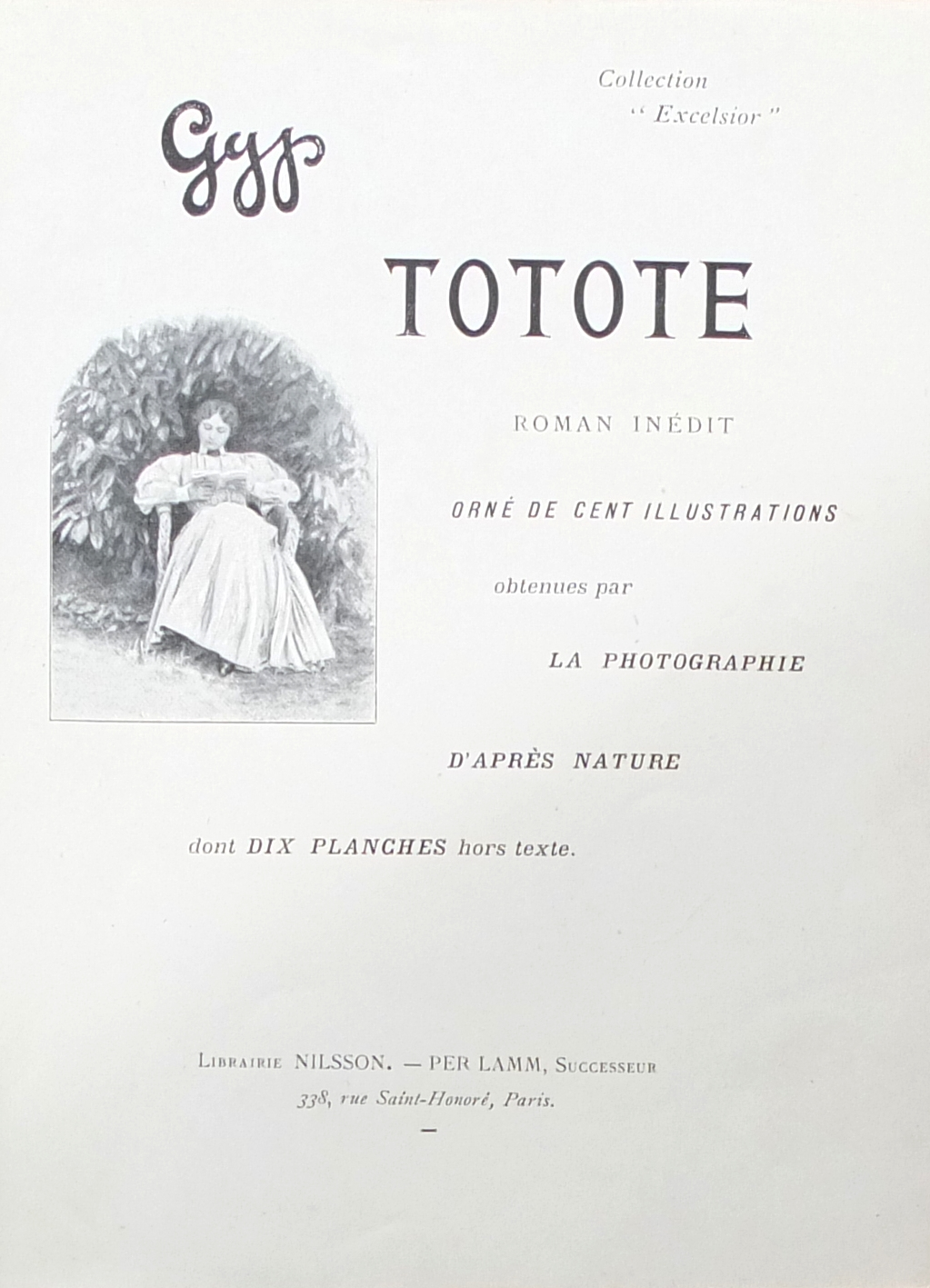
Couverture de Totote, roman de Gyp, illustré de cent photos de Paul Sescau, 1897.

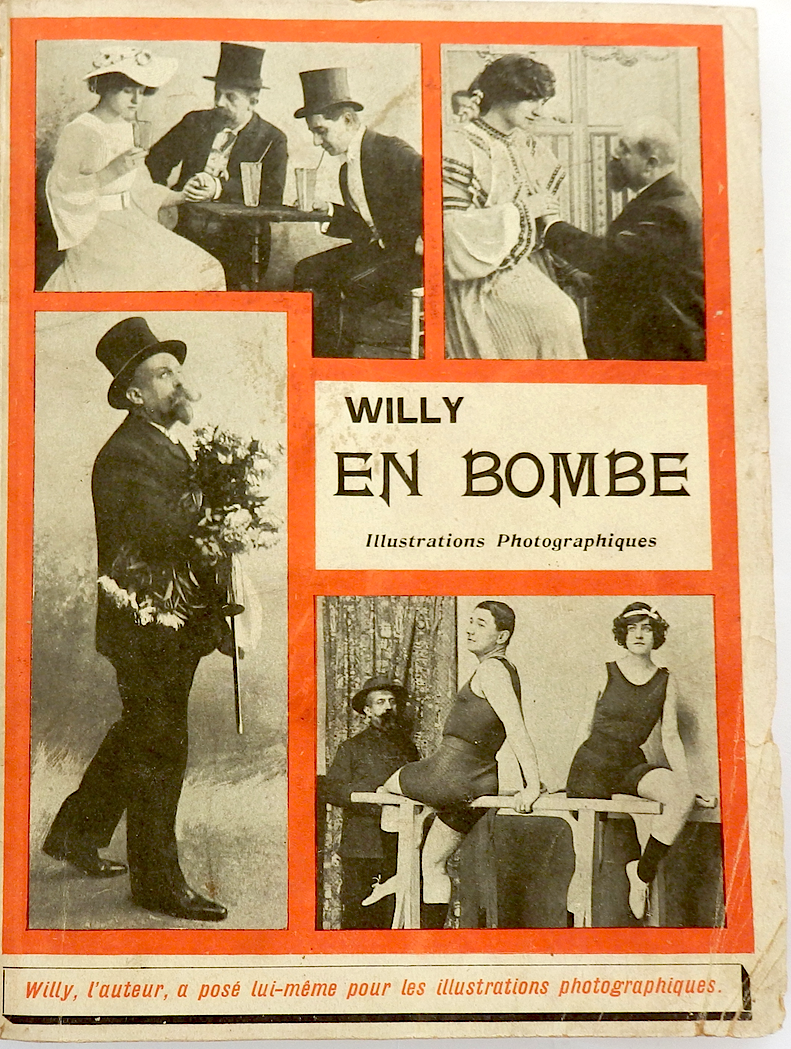
Couverture de En bombe (1904), roman de Willy, avec des photographies de l'auteur se mettant en scène avec Colette.

Une librairie fondée par deux suédois, Karl Nilsson en partenariat avec Per Lamm (qui possédait un bureau de commissionnaire à Stockholm), ouvre en 1885 à Paris au 212, rue de Rivoli. Outre l'import-export de livres, elle édite entre autres des études et périodiques plus ou moins savants dont La Vie franco-russe, des documents illustrés sur la Scandinavie et sur les monarchies, du théâtre, puis déménage au 338, rue Saint-Honoré. En janvier 1888, Per Lamm reprend la succession. Il a pour employé le bibliographe Daniel Jordell (1860-1923). Lamm déménage en 1896 au 7, rue de Lille : il reste par la suite identifiée sous le nom « Librairie Nilsson, Per Lamm Successeur ». La maison d'édition se spécialise dans l'ouvrage illustré, produisant de l'album d'art relié (récits de voyage, monuments, villes et pays) mais aussi du roman populaire et des classiques de la littérature mondiale. Pour ses cartonnages, Nilsson fait appel à des artistes comme René Binet et A. Lachtiver, réputé pour ses ornementations et ses fers Art nouveau.
L'une des particularités de cet éditeur est, bien souvent, de ne pas mentionner de date à la fin de ses ouvrages.
Cette société est aussi connue pour avoir été pionnière, dès 1896, dans le commerce de collections de romans populaires imprimés à grand tirage et illustrés à l'aide de phototypes, procédé moderne à l'époque, inaugurant un genre qui allait devenir le roman-photo. Son slogan était : « Roman inédit illustré par la photographie D’APRÈS NATURE » : un des photographes mis à contribution est Paul Sescau. Rétrospectivement, le choix des auteurs peut surprendre : certains, déjà réputés, écrivaient des textes inédits à connotations souvent érotiques spécialement conçus pour les collections Nilsson, d'autres posèrent même pour les photographes, se mettant en scène (Willy et Colette par exemple). Cette photolittérature fut initiée par Alphonse Daudet avec L'Élixir du révérend père Gaucher, illustré par Henri Magron en 1889-1890. Nilsson fut concurrencée sur ce terrain par les Frères Offenstadt puis, plus tard, par Flammarion et Calmann-Lévy.
En janvier 1904, elle lance La Revue des idées. En 1907, la collection « Romanciers modernes » voit le jour. En octobre 1912, les éditions Nilsson sont transférées au 73, boulevard Saint-Michel et la librairie Nilsson devenue entre-temps la Société Per Lamm et Cie devient l'Agence Générale de Librairie et de Publications. Les deux entités sont placées sous la direction de W. Binger. En 1914, Hachette devient l'actionnaire principal.
De décembre 1914 à décembre 1919, la librairie publie l'hebdomadaire Les Trois Couleurs, dédié aux histoires en images inspirées par la Première Guerre mondiale. Entre-temps, de 1916 à 1918, les Éditions Nilsson ont pour adresse 71, rue Richelieu.
À partir des années 1920, le siège est au 144 avenue des Champs-Élysées, peut-être s'agit-il là d'une simple boîte postale, car une autre adresse semble avoir été le 8 rue Halévy, où l'on trouve les Éditions Nilsson entre 1918 et 1929. En 1934, les Éditions Gründ rachètent le catalogue et continuent à produire des livres sous la marque Nilsson pendant une quinzaine d'années, avant que la marque ne disparaisse totalement.

## Extrait du catalogue
- Collections illustrées de photos :

« Excelsior » : romans inédits avec plus de 100 photos et vendues 3,50 Fr.
« La Voie Merveilleuse » : nouvelles illustrées vendues 2,50 Fr.
« Parisienne » : romans illustrés
« Les Romanciers modernes »
Entre 1897 et 1907, ces collections furent notamment présentes dans les kiosques des gares, cherchant essentiellement à capter une clientèle de femmes, ce qui n'alla pas sans critiques de la part des journalistes. Quatre collections furent lancées avec des auteurs comme Gyp, Pierre Guédy — les deux premiers auteurs —, Georges Baume, Jean Lorrain, Catulle Mendès, Carmen Sylva, André Theuriet, Goron, René Maizeroy, Edmond Lepelletier, Clément Rochel, Jean Rameau, Hugues Rebell, Armand Silvestre, Willy, Rodolphe Darzens, Henri Lavedan, Paul et Victor Margueritte...
- « Références des Portraits contemporains » (1897[11], 1898[12], 1899[13], 1900[14])

Fascicules périodiques répertoriant les portraits photo et comportant de nombreux nus avec pour modèles :
- Alice Bonheur
- Suzanne Carlix
- Delly-Mô
- Amélie Diéterle
- Nine Derieux
- Jane Derval
- Suzanne Derval
- Lise Fleuron
- Méaty Fleuron
- Marie Labounskaya
- Eve Lavallière
- Blanche Marchesi
- Cléo de Merode
- Blanche Miroir
- Clémence de Pibrac
- Polaire
- Mariette Sully
- Liane de Vriès
- May Yohé

- « Les Musées d'Europe » : dirigée par Gustave Geffroy

- L'Art du bien manger, 1600 recettes simples et faciles (1906)

Livre de cuisine écrit par Edmond Richardin et illustré par Albert Robida.
- « Les Célébrités vues par l'Image » (1906-1908 ?)

Des personnalités célèbres analysées à travers leurs portraits photos.
- « Bibliothèque Nilsson, série bleue, rouge, verte »

Petit format in-16°, cartonné souple et vendu 1,95 F.
- « La Bibliothèque précieuse » (1932 ?), continuée sous la marque Gründ

Ouvrages reprenant des textes classiques, illustrés par des artistes parfois sous pseudonyme (Ainex, Maurice Berty, Davanzo, Dmitrow, Mario Laboccetta, Maggy Monier, Georges de Sonneville, Wighead...), dans un style légèrement érotique.
- « Collection Émeraude » (1930- ?)

Textes d'auteurs romantiques illustrés d'aquarelles d'artistes retouchées aux pochoirs (dont Ro Keezer).